# Explosions in the Sky
Explosions in the Sky é um quarteto americano de post rock formado em 1999 de Austin, Texas. A banda lançou seus álbuns por duas gravadoras independentes: Temporary Residence Limited e a Bella Union. Sua música caracteriza-se por ser instrumental, com progressões variadas em cada faixa. Canções marcantes levaram a banda a se tornar uma das principais do movimento post rock internacional, contudo a identidade que a banda sempre reforça é a de ser uma banda de rock, e não de post-rock. 
O EP da banda The Rescue foi gravado em apenas oito dias, como fruto da Travels in Constants series, que são um conjunto de 23 EPs lançados pela Temporary Residence Limited.
O álbum seguinte, All of a Sudden I Miss Everyone, foi lançado em 2007 e teve duas versões, uma com um CD e outra com um CD duplo, no qual encontra-se remixes feitos por diversos artistas.
O sexto álbum gravado pela banda, Take Care, Take Care, Take Care, foi lançado em Abril de 2011.
Explosions in the Sky já participou da trilha sonora do filme Tudo Pela Vitória (Friday Night Lights, EUA, 2004), sendo que há uma forte aparição da banda também na série Friday Night Lights, dentre várias outras aparições de canções em outras séries e filmes. A banda é formada por Munaf Rayani (guitarra), Mark Smith (guitarra), Michael James (baixo) e Chris Hrasky (bateria).
A banda assumiu a curadoria de uma edição do festival itinerante All Tomorrow's Parties, ocorrido em Maio de 2008 na Inglaterra. O festival deverá contar com bandas como Broken Social Scene, Dinosaur Jr. e ...And You Will Know Us by the Trail of Dead. O line-up completo deste festival está ao fim da página.
A Banda conta também com produções de vídeos que podem ser encontradas em seu site oficial.

## Discografia
- How Strange, Innocence (2000)
- Those Who Tell the Truth Shall Die, Those Who Tell the Truth Shall Live Forever (2001)
- The Earth Is Not a Cold Dead Place (2003)
- The Rescue EP (2005)
- All of a Sudden I Miss Everyone (2007)
- Take Care, Take Care, Take Care (2011)
- The Wilderness (2016)

### Em compilações
- Refurbished Robots (1999)
- Thank You (2004)